# Bálint György (kertészmérnök)
Bálint György, születési nevén: Braun György (Gyöngyös, 1919. július 28. – Kistarcsa, 2020. június 21.) magyar kertész- és mezőgazdasági mérnök, író, szerkesztő, médiaszemélyiség, újságíró, politikus, a mezőgazdasági tudományok kandidátusa. Országos közismertséget Bálint gazda néven a Magyar Televízió 28 évig futó Ablak című magazinjának állandó munkatársakért szerzett. Bálint János kertészmérnök, egyetemi dékán édesapja.

## Élete
Gazdálkodó hagyományokkal rendelkező zsidó családba született, nevelőapja – aki nem édesapja – Braun Izsó (aki az Izidor névváltozatot is használta), több nyelven beszélő vállalkozó és kísérletező szellemű középbirtokos, édesanyja Koch Rozália volt. Fiatalkorától kezdve a mezőgazdaság szeretetére és ismeretére nevelték. Két nővére, Bözsi és Lili  10, illetve 14 évvel volt idősebb nála. Annak ellenére, hogy nem volt apjával vérségi kötelék, Braun Izidor és fia között rendkívül szoros kapcsolat alakult ki. Alig múlt három éves, amikor már együtt mentek a határba, megtanított neki mindent a gazdaságról, hogy ő vihesse tovább a gyöngyöshalmaji földbirtokot. Vér szerinti apját, aki a Császári és Királyi Hadsereg huszártisztje volt – ezt azonban csak a második világháború alatt tudta meg anyjától – sosem találta meg.
Általános és középiskolai tanulmányait Gyöngyösön végezte. Cserkészként 1933-ban részt vett a gödöllői dzsemborin. 1937-ben érettségizett a Koháry István Állami Főgimnáziumban. 18–20 évesen versenyszerűen lovagolt, szeretett autózni. 1941-ben kertészmérnöki oklevelet szerzett a budapesti Magyar Királyi Kertészeti Akadémián.
Apja 67 évesen, 1942. július 23-án hunyt el, hosszú betegség után. Ekkorra már a zsidótörvények is megnehezítették a család és a gazdaság életét. Télen behívták munkaszolgálatra, ahonnan először a mauthauseni, majd a gunskircheni koncentrációs táborba került. Utóbbiból két barátjával egy nappal a tábor felszabadulása előtt megszöktek, az éjszakát a német–amerikai fronton töltötték az ausztriai Welsben. Másnap reggel egy amerikai katonai konvojtól tudták meg, hogy a tábor felszabadult. Fagyott lábbal, negyvenhárom kilósan onnan Bad Schallerbach szanatóriumába küldték, ahol a község plébánosa felajánlotta neki, hogy vegye fel a katolikus vallást – ami meg is történt. A holokauszt idején (1941–1945) az idősebb testvérét kivéve teljes családját elveszítette – édesanyja megmérgezte magát, mielőtt vonatra tették volna, fiatalabb nővére és lánya egy táborban végezte.
A háború után hazatért gyöngyöshalmaji családi birtokára. Elkezdett gazdálkodni a még megmaradt területeken. Beiratkozott a gödöllői Magyar Agrártudományi Egyetemre, ahol 1949-ben mezőgazdasági mérnökként diplomázott. A kommunista hatalomátvétel (1947–1949) után internálással fenyegették meg, és minden földjét elvették.
Az addigra ugyan már nevét Braunról Bálintra magyarosító, de osztályidegen fiatalt 1949–1952 között több helyről is kirúgták, pedig többen is próbáltak segíteni neki. Dolgozott a Földművelésügyi Minisztériumban, majd onnan egy agrárgazdasági kutatóintézetbe került – Dinnyés Lajos volt miniszterelnök főigazgatása alatt –, ezután pedig a frissen megalakult Kertészeti Kutatóintézetbe vették fel rövid időre, illetve a Magyar Tudományos Akadémiának ismertetett külföldi agrár folyóiratokat. De végül inkább elment Kispestre kerteket ápolni. 1955–1959 között a Mányi Állami Gazdaság főagronómusa volt, majd a Fejér megyei Állami Gazdaságok igazgatósága alkalmazta őt főkertészként további öt éven át. 1964-től 1967-ig Budapesten, az Állami Biztosító főigazgatóságának szakértője volt, ahol a mezőgazdasági elemi károkat vizsgálta. Ezt követően 1981-es nyugdíjazásáig a Hírlapkiadó Vállalatnál dolgozott, ahol 1969–1981 között a Kertészet és Szőlészet főszerkesztői teendőit látta el, 1970–1981 között pedig a Mezőgazdasági és Élelmezésügyi Minisztérium tudományos folyóiratát, a Kertgazdaságot szerkesztette. Alapítója és főszerkesztője volt 1977-től a Kertészet és szőlészet alkalmi kiadványának, a Kertbarát Magazinnak, illetve a Biza Klárával és dr. Szent-Miklóssy Ferenccel közösen jegyzett, 1989-ben megjelenő Kerti Kalendáriumnak is.
1981–2009 között a Magyar Televízió Ablak című magazinjának állandó munkatársa mint Bálint gazda (bár ezen a néven a 21. században már elsősorban őt ismerik, a név és kötődése a kertészethez régebbre nyúlik vissza: az 1975-ben elhunyt Czupy Bálint kertészeti szakíróként szintén ezen a néven vált ismertté a Szabad Európa Rádióban). 1991–2000 között főszerkesztője az MTV Gazdaképző című műsorának. A Magyar Rádiónak is állandó külső munkatársa volt.
Élete fontos része volt, hogy ismereteket közvetítsen, ezért mindig tanított. Fiatalon tanárnak készült, de ezt nem tették lehetővé számára a körülmények, csak már nyugdíjas éveiben, hogy felsőoktatási intézményekben is minél több fiatalnak át tudja adni tudását. 1987-ben címzetes főiskolai tanári címet kapott a Kertészeti és Élelmiszeripari Egyetemen. 1995-ben „A tudomány eredményeinek hasznosítása a kertészeti kistermelésben a tömegkommunikáció útján” című munkája alapján az MTA Növénytermesztési Szakbizottsága által mezőgazdasági tudomány kandidátusa fokozatot szerzett.
1994. június 1-jén[forrás?] lépett be a Szabad Demokraták Szövetségébe. Előtte még a párt támogatásával indult az 1994-es országgyűlési választáson, az érdi választókerületben. Az SZDSZ Pest megyei listáján bejutott a parlamentbe, a megyei honatyák korelnökeként. 1994–1998 között volt országgyűlési képviselő, ezen belül 1994-től a parlament mezőgazdasági bizottságának tagja volt. 1996–1999 között a párt agrártagozatának alapító elnöke, 1998-tól pedig az országos tanácsának elnökségi tagja lett. 2009-ben kilépett az SZDSZ-ből és ugyanebben az évben tagként részt vett a Szabadelvű Polgári Egyesület (SZPE) megalapításában.
Egyetlen fia első feleségétől (akit kétszer vett el), Bognár Annától a házasságukat követő évben, 1946-ban született. Bálint János kertészmérnök, aki hét éven át volt a Kertészeti és Élelmiszeripari Egyetem dékánja, illetve húsz éven keresztül tanszékvezetője. B. Mészáros Edit filmvágóval nősült újra (egy lányát vitte a családba), utolsó éveiben Alzheimer-kórban szenvedett, 2000-ben meghalt. Harmadik felesége, Récsey Antónia (előző házasságából két fia volt) a Mezőgazdasági Kiadó felelős szerkesztője volt, így már könyvein keresztül régebbről ismerték egymást, egymásba szerettek és 2001-ben összeházasodtak.

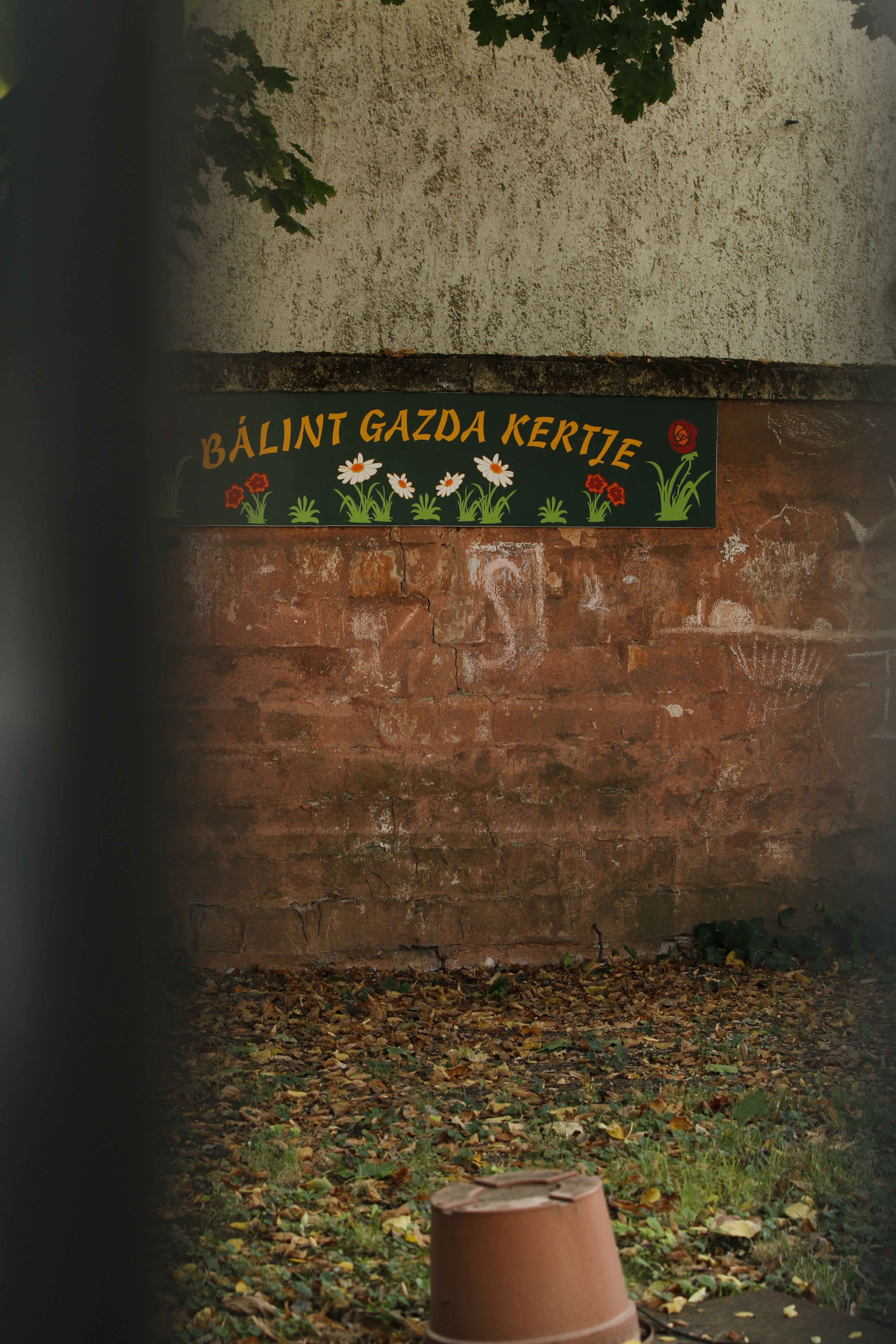
A FSZEK Sashalmi Könyvtár hátsókertje

2000-ben költözött a XVI. kerületbe feleségével, aki ott dolgozott. A kerületi egyik közkönyvtárnak Sashalmon, sok könyvet adományozott az évek alatt, ezért az ott működő olvasókör róla kapta a nevét. 2017-ben egy olvasókertet is létesítettek ott Bálint gazda kertje néven, ami átadásán egy diófacsemetét ültettek közösen a névadóval. 2011-ben súlyos baleset érte – csípője, lába és arca sérült, hetekig az intenzív osztályon küzdött az életéért –, aminek következtében a későbbiekben félévente kórházban hét-infúziós kezelést kapott, keringési problémái voltak. A Budapest díszpolgára címet viselő kertészmérnök többször is az önkormányzat díszpolgár-jelöltjei között volt – mint az 2019-ben kiszivárgott –, 2020-ig mindig más kapta meg a címet.
100. életévének tiszteletére, 2020. március 10-én XVI. kerületiek – kerületi lakosként, Nemes Gábor DK-s és Csizmazia Ferenc MSZP-s képviselők szervezésében –, „Akire büszkék vagyunk” alternatív kerületi díszpolgári cím elismerésben részesítették. Júliusi születésnapja alkalmából leplezte le a kerület polgármestere, Kovács Péter és országgyűlési képviselője, Szatmáry Kristóf a Kertvárosi minta tanyaudvar Bálint Gazda Gyümölcsöse részegységét, ami kialakításában ő maga aktív szerepet is vállalt. A jeles nap alkalmából Krisztina Than készített vele riportot a Reuters hírügynökség angol nyelvű oldalára. 2020 februárjában a teljes képviselő-testület megszavazta a XVI. kerület díszpolgárának, amit még tavasszal meg is kapott, de a koronavírus miatt az ünnepélyes képviselőtestületi üléssel egybekötött átadó ünnepet, ami március 15-én lett volna, óvintézkedésekkel már csak október 23-án tartották meg.
2020. június 21-én este tüdőgyulladás következtében hunyt el. A hírt Facebook-oldalán közölték: „Bálint gazda ma este csöndben elment.” Halálát megelőzően – családja kérésére március óta tartó önkéntes karanténjából – siófoki nyaralójukba utazott feleségével, ahol megérkezésükkor rosszul lett. Előbb a helyi, néhány nap után pedig a kistarcsai kórházba szállították. Később kiderült, ugyanis csak a harmadik tesztje mutatta ki, hogy kétoldali tüdőgyulladását a COVID–19 megbetegedés okozhatta. Testét július 14-én helyezték nyugalomra a Fiumei úti sírkertben. A búcsúbeszédet Iványi Gábor lelkész mondta el. A hagyományos sírhely feleségének volt a kívánsága, mivel maga Bálint gazda azt szerette volna, ha a hamvait beleszántják apja földjébe.
2020 augusztusában a Virágos Magyarország versenyen Bálint Gazda-emlékdíjat is odaítéltek. A verseny egykori zsűritagja tiszteletére kiadott díj egy-egy nyertesét a legszebb kertek, illetve legszebb balkonok kategóriákban az olyan pályázatok közül választották, amelyek a dísznövények és a gyümölcsök, valamint a zöldség-, illetve fűszernövények együttélésére építettek.

## Társadalmi szerepvállalása
- Az 1989-ben újraalapított Rotary Club Budapest tiszteletbeli tagja. A szervezethez 1991-ben csatlakozott, amelyben 1993–1994-ben alelnöki posztot is betöltött. Nevéhez fűződik a klub egyik a Máltai Szeretetszolgálattal közös nagy projektje, mely keretében Tarnabod községben a rászoruló szegény családok részére mezőgazdasági ismereteket adott át.[38][68]
- Az 1990-ben alapított Nagyváthy János Gazdaképző Egyesület elnöke 2012-ig, azóta tiszteletbeli tagja.
- A MÚOSZ Agrár- és Szövetkezeti Szakosztálya tiszteletbeli elnöke, 2016-tól az Aranytollasok Társaságának elnöke,[69]
- A Tudományos Ismeretterjesztő Társulat (TIT) kollégiumának tagja, 1995-től alelnöke is volt.[70] Később tiszteletbeli tagja.
- A Magyar Borakadémia örökös tagja.
- Tagja az Európai Tudományos és Művészeti akadémiának.
- 2019-ben Kalap Jakab Iskola/Óvodakert Programjában Bálint György 100. születésnapjának tiszteletére kedvezményesen 100 db gyümölcsfát ültetnek el 100 óvoda udvarán Kalap Jakab Ültess fát! című játékos-zenés interaktív koncertje és bábjátéka kíséretében.[71]

## Publikációi
- Rendszeresen publikált több szaklapban és a Nők Lapjában, a Családi Lapban saját rovata volt,[72] továbbá számos cikke, tanulmánya jelent meg természettudományi, kertészeti, mezőgazdasági és ismeretterjesztő folyóiratokban is.
- Saját honlapot működtetett, amely hobbikerti témákban nyújt tanácsokat a kertészkedőknek (ld. a Források között)
- Gyümölcsöskert című műve hat kiadásban, kétszázezer példányban fogyott el.
- Főző József–Bálint György: Munkaszervezés a kertészeti nagyüzemekben; Mezőgazdasági, Bp., 1951 (Mezőgazdasági kiskönyvtár. Kertészeti sorozat)
- Katona Zsigmond–Prohászka Ferenc–Bálint György: A szőlő munkái; Mezőgazdasági, Bp., 1951 (Mezőgazdasági kiskönyvtár. Kertészeti sorozat)
- Talajerő-gazdálkodás az üzemi gyümölcsösökben; Mezőgazdasági, Bp., 1962
- Bálint György–Faluba Zoltán–Poór György: Szakoktatás és szakemberszükséglet a mezőgazdaságban. Témadokumentáció; Országos Mezőgazdasági Könyvtár és Dokumentációs Központ, Bp., 1963
- Korszerű gyümölcsültetvények. Témadokumentáció; Károlyi Mihály Országos Mezőgazdasági Könyvtár és Dokumentációs Központ, Bp., 1964
- Termesztett növényeink gyakorlati kárbecslése; szerk. Bálint György; Mezőgazdasági Mérnöktovábbképző Intézet, Bp., 1967
- Termésbecslés, kárbecslés; szerk. Bálint György; Mezőgazdasági, Bp., 1967
- Gyümölcsöskert; Mezőgazdasági, Bp., 1972
- Minden héten szüret. 52 kerti növény portréja; Mezőgazdasági, Bp., 1985
- A biológiai kertészet lehetőségei és korlátai. A Tudományos Ismeretterjesztő Társulat Biológiai Választmányának 1985. november 13-i ülésén elhangzott előadás némileg bővített szövege; TIT, Bp., 1986
- Mesterfogások kezdő és haladó kertészkedők számára; Mezőgazdasági, Bp., 1989
- Magaságyás; Mezőgazdasági, Bp., 1990 (Kertészpraktikák)
- Kis könyv a magyar almáról; Corvina, Bp., 1990 (németül is)
- Újabb mesterfogások kezdő és haladó kertészkedők számára; Mezőgazdasági, Bp., 1991
- Kedves Húgom! Leveles kalendárium; Belvárosi, Bp., 1995
- Keserédes éveim; Minerva, Bp., 2002
- A kíváncsi kertész; Mezőgazda, Bp., 2005 + DVD
- Szívügyünk a kert; Sanoma Budapest, Bp., 2008 (Nők lapja műhely)
- Legendás növényeink; HNA 2002, Galgahévíz, 2012
- Emlékfoszlányok; Kossuth, Bp., 2016
- Bálint György–Telegdi Ágnes: Csodálatos állatok, varázslatos növények; Ring-Color Kft., Bp., 2016
- Keserédes éveim, 1919–2010; 3. bőv. kiad.; Wesley, Bp., 2016
- Minden héten szüret. 52 kerti növény portréja (átdolgozott kiadás); Kossuth Kiadó, Bp., 2017
- Bálint György–Bánó András: Bálint gazda, a százéves kertész; Helikon, Bp., 2019
- Bálint György: Kertésznapló; Ventus Commerce Kft., Bp., 2020, 2021, 2022

## Díjai, kitüntetései
- Munka Érdemrend arany fokozata

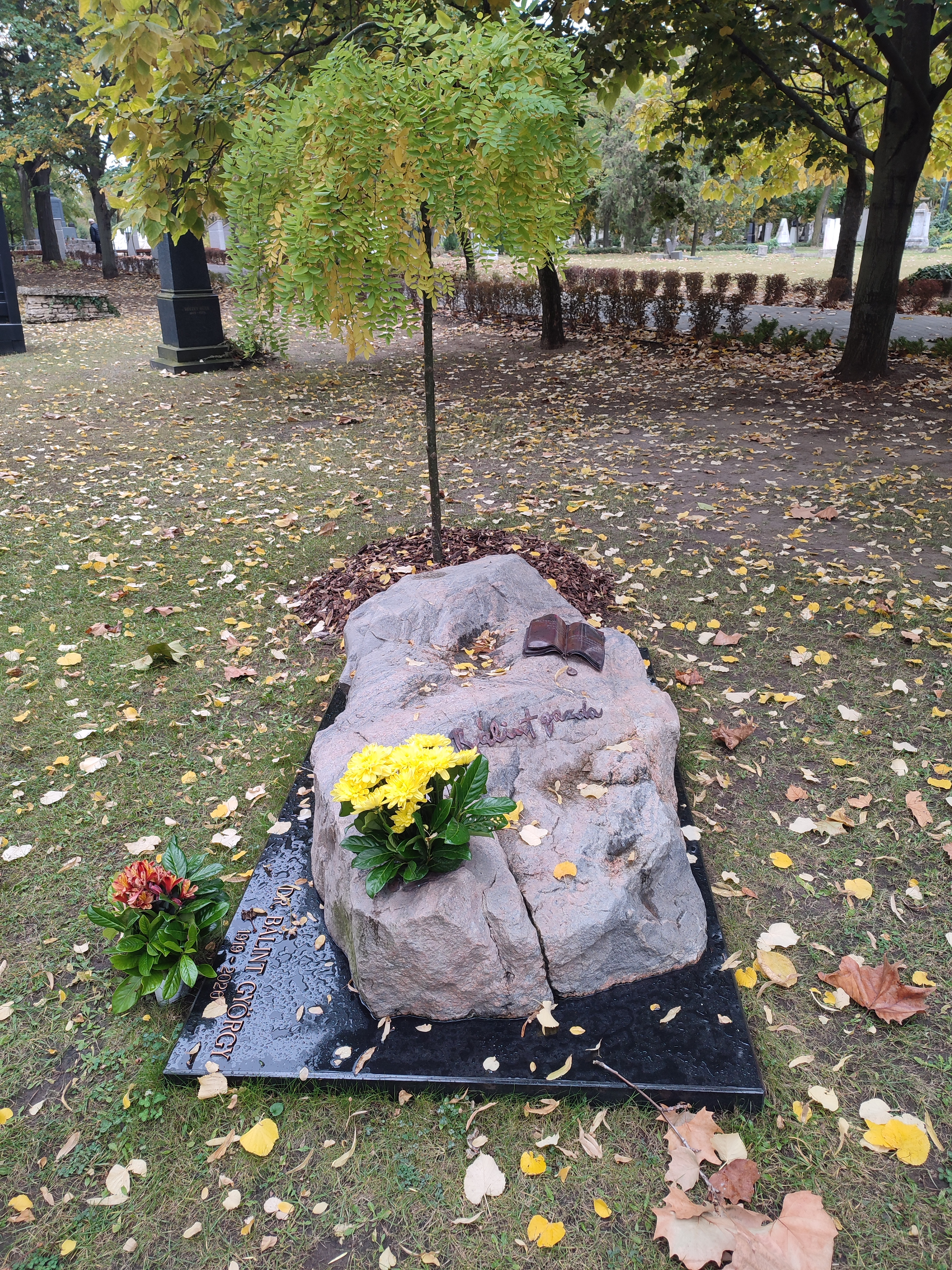
Bálint gazda sírja a Fiumei úti sírkertben (19/1-1-13)

- A Haza Szolgálatáért Érdemérem arany fokozata
- SZOT-díj (1988)
- Táncsics Mihály-díj (1990)
- MÚOSZ Aranytoll életműdíj (1998)
- A Magyar Köztársasági Érdemrend tisztikeresztje (2005)[73]
- Fehér Rózsa-díj (2007)
- Gyöngyös díszpolgára (2009)
- Budapest díszpolgára (2009)
- A Hajléktalan Emberért díj (2009)
- Paul Harris-díj (2009)[38]
- Hazám-díj (2017)[74]
- Prima Primissima díj (2017)[75]
- Magyar Szabadságért díj (2018)
- Év Agrárembere 2018 – életműdíj, Nemzeti Agrárkutatási és Innovációs Központ (2019)[76]
- Humanizmus Díszpolgára – MEASZ Európa-nap (2019)[77]
- Várda díszpolgára (2019)[78]
- Tarnabod díszpolgára (2019)[79]
- Wesley-díj, MET-Wesley János Lelkészképző Főiskola tudományos tanácsa (2019)[80]
- Kispest díszpolgára (2019)[81]
- Budapest XVI. kerület díszpolgára (2020)[55]